# 1857 na literatura

## Eventos
- 18 de Abril - Lançamento de "O Livro dos Espíritos" (Le Livre des Esprits) na França, por Allan Kardec, marcando o início da Doutrina Espírita.
- O Guarani - José de Alencar
- Madame Bovary - Gustave Flaubert
- Les Fleurs du Mal - Charles Baudelaire
- O Livro dos Espíritos - Allan Kardec
- Os Timbiras - Gonçalves Dias

## Datas fictícias
- Novembro/Dezembro - Dom Casmurro:Bentinho e Capitolina namoram.Bentinho entra no seminário,conhece Escobar e sai do seminário.

## Nascimentos
| Data           | Nome                         | Profissão                                             | Nacionalidade | Observações | Ref |
| -------------- | ---------------------------- | ----------------------------------------------------- | ------------- | ----------- | --- |
| 23 de março    | Gabriel Delanne              | estudioso e escritor espírita                         | França        | m. 1926     |     |
| 8 de Abril     | José Veríssimo Dias de Matos | jornalista, educador, crítico e historiador literário | Brasil        | m. 1916     |     |
| 23 de Julho    | Carl Meinhof                 | linguista                                             | Alemanha      | m. 1944     |     |
| 26 de Novembro | Ferdinand de Saussure        | linguista                                             | Suíça         | m. 1913     |     |

## Mortes
| Data          | Nome             | Profissão                     | Nacionalidade | Observações | Ref |
| ------------- | ---------------- | ----------------------------- | ------------- | ----------- | --- |
| 2 de Maio     | Alfred de Musset | dramaturgo, poeta e novelista | França        | n. 1810     |     |
| 5 de Setembro | Auguste Comte    | filósofo                      | França        | n. 1798     |     |